# Западный Шпицберген

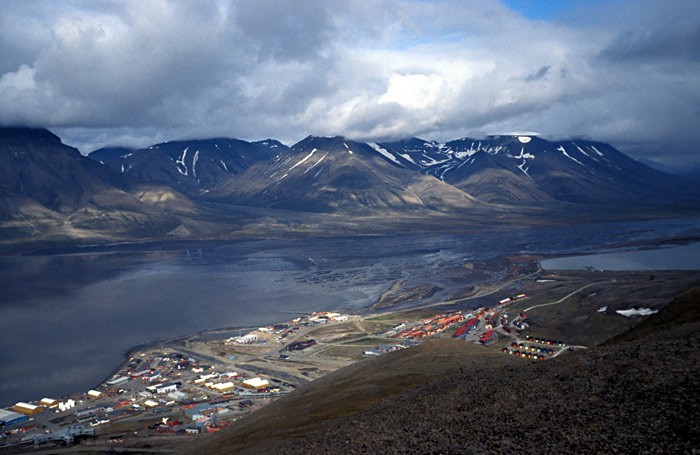
Вид на Лонгийербюен

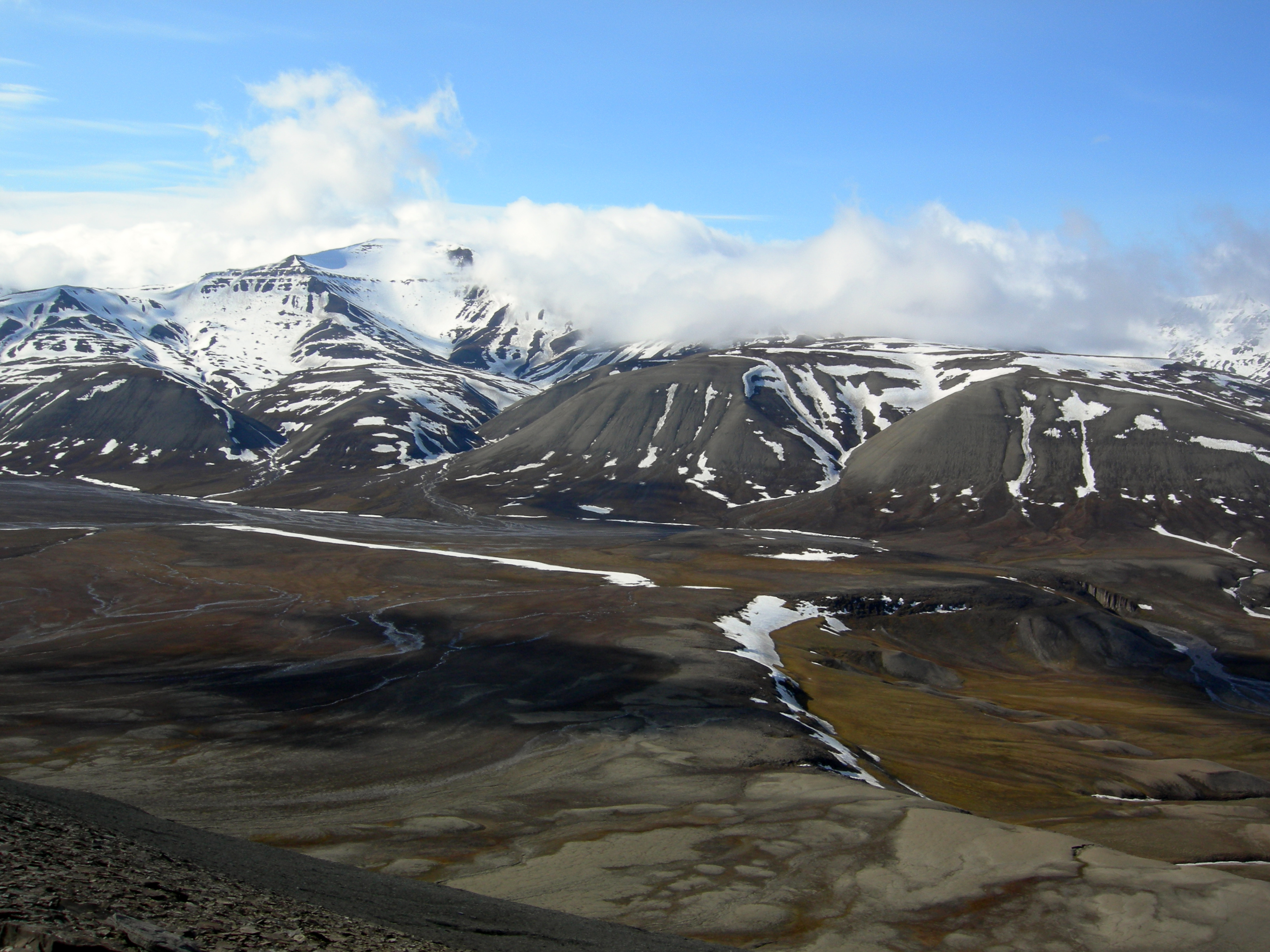

Западный Шпицбе́рген (норв. Spitsbergen) — крупнейший остров в составе принадлежащего Норвегии архипелага Шпицберген, расположенного между северной частью Атлантического океана и Северным Ледовитым океаном.
Площадь острова — 39 044 км² (или 37 673 км²). По размеру превосходит все остальные острова, занимая примерно 62 % общей площади архипелага.
В конце XIX века Российская империя, Королевство Норвегия и Королевство Швеция подписали первое соглашение по острову.
По договору от 9 февраля 1920 года, Западный Шпицберген вместе со всем архипелагом был передан Норвегии, однако все 39 стран, участвовавших в подписании договора, сохраняли право использовать его в хозяйственных целях. Особенную актуальность этот вопрос приобрёл после открытия на острове месторождений каменного угля. Сегодня на Шпицбергене экономическую активность осуществляют лишь Норвегия и Россия.
Россия имеет на Шпицбергене угольную шахту, российские моряки осуществляют вылов рыбы на шельфе, что является причиной конфликтов с Норвегией, которая желает вытеснить другие страны с архипелага. На шельфе Шпицбергена предполагается наличие нефти и газа.
На острове расположен аэропорт Лонгйир, через который доставляется персонал на российскую угольную шахту.
Население этого малозаселённого острова в основном занято в научных отраслях, туризме или добыче каменного угля.

## История
С 1194 года некий Свальбард упоминается в норвежских летописях. Однако нет уверенности, что имелся в виду именно сегодняшний Свальбард. Это могли быть и Гренландия, и Ян-Майен.
В 1596 году острова вновь открыты голландцем Виллемом Баренцем, который дал острову название «Шпицберген», что в переводе означает «острые горы». Сегодня его именем назван российский поселок Баренцбург на Шпицбергене. Баренц обнаружил на острове и в его сопредельных водах большое число моржей и китов, что впоследствии привело к многочисленным промысловым экспедициям и поставило их на грань истребления.
1765—1766 — Михаил Ломоносов организовал две морские научные экспедиции к Шпицбергену под началом Василия Чичагова.
Северная часть острова Западный Шпицберген названа Земля Андре, в честь Соломона Андре, совершившего в 1897 году попытку достигнуть Северного полюса на воздушном шаре.

## Всемирный банк-хранилище посадочного материала
В шпицбергенском посёлке Лонгйир под эгидой ООН создаётся всемирный банк-хранилище посадочного материала всех сельскохозяйственных растений, существующих в мире. Собственный отсек в этом банке растений получит каждая страна.
19 июня 2006 года премьер-министры Норвегии, Швеции, Финляндии, Дании, Исландии приняли участие в торжественной закладке первого камня.
Хранилище располагается на 300-метровой глубине, в заброшенных угольных шахтах Шпицбергена, усиленных железобетонными перекрытиями толщиной до 1 метра. Банк будет оборудован взрывобезопасными дверьми, шлюзовыми камерами. Сохранность материалов обеспечат холодильные установки, способные работать на местном угле, а также вечная мерзлота. Семена планируется хранить завёрнутыми в алюминиевую фольгу при температуре от −20 до −30 °C.
Шпицберген был выбран для банка-хранилища семян из-за вечной мерзлоты и низкой тектонической активности в районе архипелага.